# Президентская кампания Владимира Путина (2018)
Президентская кампания действующего президента РФ Владимира Путина на президентских выборах 2018 года 6 декабря 2017 года, когда Владимир Путин объявил о своём решении баллотироваться на свой четвёртый президентский срок во время встречи с работниками Горьковского автомобильного завода. Официально кандидат был выдвинут 26 декабря 2017 года.

## Предыстория
Владимир Путин является президентом России с 7 мая 2012 года. На предыдущих выборах, проходивших 4 марта 2012 года, Владимир Путин одержал победу с результатом 63,6 % голосов избирателей.

## Кампания
Официально Владимир Путин заявил о своём выдвижении в президенты РФ 6 декабря 2017 года на встрече с работниками завода ГАЗ в Нижнем Новгороде. 14 декабря, на ежегодной пресс-конференции президента России, Путин объявил, что он будет выдвигаться в качестве самовыдвиженца. Несмотря на это, Путин был поддержан партией «Единая Россия», на съезде, состоявшемся 24 декабря. 27 декабря Владимир Путин подал все необходимые для выдвижения документы в ЦИК, а на следующий день, 28 декабря, он был официально зарегистрирован в качестве кандидата в президенты РФ.
Как самовыдвиженцу, Владимиру Путину необходимо было предоставить 300 000 подписей в Центральную Избирательную Комиссию в положенный срок. Сбор подписей начался 5 января 2018 года и завершился 29 января, когда 315 000 переписных листов были представлены в ЦИК. 6 февраля Путин был официально зарегистрирован кандидатом в президенты РФ.